# Liste der Nummer-eins-Hits in Belgien (1958)
Diese Liste enthält alle Nummer-eins-Hits in Belgien im Jahr 1958. Es gab in diesem Jahr sechs Nummer-eins-Singles.
| Singles |
| --- |
| - Louis Prima – Buona Sera - 5 Monate (1. Januar – 31. Mai) - Petula Clark – Baby Lover - 2 Monate (1. Juni – 31. Juli) - Enny Denita – Bittere tranen - 1 Monat (1. August – 31. August) - Chakachas – Eso es el amor - 1 Monat (1. September – 30. September) - Nat King Cole – Come Closer To Me - 1 Monat (1. Oktober – 31. Oktober) - Georgia Gibbs – The Hula Hoop Song - 2 Monate (1. November – 31. Dezember) |

## Jahreshitparaden
| Singles |
| --- |
| 1. Louis Prima – Buona sera 2. De Limburgse Zusjes – Boerinnekensdans 3. Enny Denita – Veel bittere tranen 4. Edmundo Ros – Melodie d'amour 5. Roger Williams – Till 6. The Chakachas – Eso es el amor 7. Marino Marini – Nel Blu, Dipinto Di Blu (Volare) 8. The Champs – Tequila 9. Petula Clark – Baby Lover 10. Paul Anka – Diana 11. Pat Boone – April love 12. Jo Leemans – Marjolijntje 13. Joop De Kneght – Ik sta op wacht 14. Nat King Cole – Come Closer To Me 15. Jodie Sands – With All My Heart 16. The Kalin Twins – When 17. Pérez Prado – Patricia 18. Willy Lustenhouwer – Kus kus polka 19. Eddie Calvert – Piccolissima serenata – Little Serenade 20. Mitch Miller – 20 River Kwai March |